# Landkreis Zwickauer Land
Landkreis Zwickauer Land is een voormalig Landkreis in de Duitse deelstaat Saksen. Het had een oppervlakte van 511,32 km² en een inwoneraantal van 125.675 (31 december 2007).

## Geschiedenis
Bij de herindeling van Saksen in 2008 is het  samen met het voormalige Landkreis Chemnitzer Land en de voormalige kreisfreie Stadt Zwickau opgegaan in het nieuwe Landkreis Zwickau.

## Steden en gemeenten
De volgende steden en gemeenten maakten deel uit van het Zwickauer Land (stand 31-12-2007):
| Steden                                                                               | Gemeenten |
| ------------------------------------------------------------------------------------ | --- |
| 1. Crimmitschau 2. Hartenstein 3. Kirchberg 4. Werdau 5. Wildenfels 6. Wilkau-Haßlau | 1. Crinitzberg 2. Dennheritz 3. Hartmannsdorf bei Kirchberg 4. Hirschfeld 5. Fraureuth 6. Langenbernsdorf 7. Langenweißbach 8. Lichtentanne 9. Mülsen 10. Neukirchen/Pleiße 11. Reinsdorf |

Fraureuth lag tot 1952 in de deelstaat Thüringen.
In de Landkreis lagen 2 zogenaamde Verwaltungsgemeinschaften. Deze zijn vergelijkbaar met de Nederlandse kaderwetgebieden, zij het dat de taken van de Verwaltungsgemeinschaften anders zijn dan die van een kaderwetgebied. De Verwaltungsgemeinschaften zijn:
- Crimmitschau-Dennheritz (Crimmitschau, Dennheritz)
- Kirchberg (Crinitzberg, Hartmannsdorf b. Kirchberg, Hirschfeld und Kirchberg)